# 닐 홉킨스
닐 홉킨스(Neil Hopkins, 1977년 5월 13일 ~ )는 미국의 배우이다.
트렌턴에서 태어났다.

## 영화
- 포털: 양자 게이트 (2019년)
- 디투어 (2013년) - 잭슨 역
- 루징 컨트롤 (2011년)
- 스카이라인 (2010년) - 레이 역
- 디스트러스트 (2008년)
- 쉐도우박스 (2007년) - 마이클 - 알파맨 역
- 빅 러브 (2006년)
- 네트 2.0 (2006년) - 제임스 헤븐 역
- 마이 빅 팻 인디 무비 (2005년)

### 텔레비전
- NCIS (2004) - 제레미 다비손 역
- 로스트 (2004-10)